# Río Qu
El río Qu o Qujiang (en chino, 渠江; pinyin, Qú jiāng) es un río de la República Popular de China que discurre por la provincia de Sichuan, un afluente por la margen izquierda del río Jialing, afluente a su vez del río Yangtsé. 
El río Qu se forma por la confluencia de los ríos Ba y Zhou y desagua en el Jialing en las proximidades de la ciudad de Fishing. Tiene una longitud de 720 km y drena una cuenca de 39 300 km².
Corre a través de los condados de Qu, Kwong、Yuechi y Linshui.
Las dos cabeceras del Qu recogen muchos ríos de las montañas Daba:
- el río Ba o Bahe, que se forma por la confluencia de los ríos Enyang (con su afluente el Daba) y el Nanjiang (con su afluente el Shentan), tiene como afluentes a los ríos Dongkou, Mengxi, Wujia-Fujia, Tongjiang y Qiujia.
- el río Zhou tiene como afluentes a los ríos Tangija; Qianjiang, Houhe.

El principal afluente del río Qu como tal es el río Liujiang. El curso del río Qu es el propio de los ríos de llanura, describiendo muchas curvas y meandros.